# Organizacja Consul

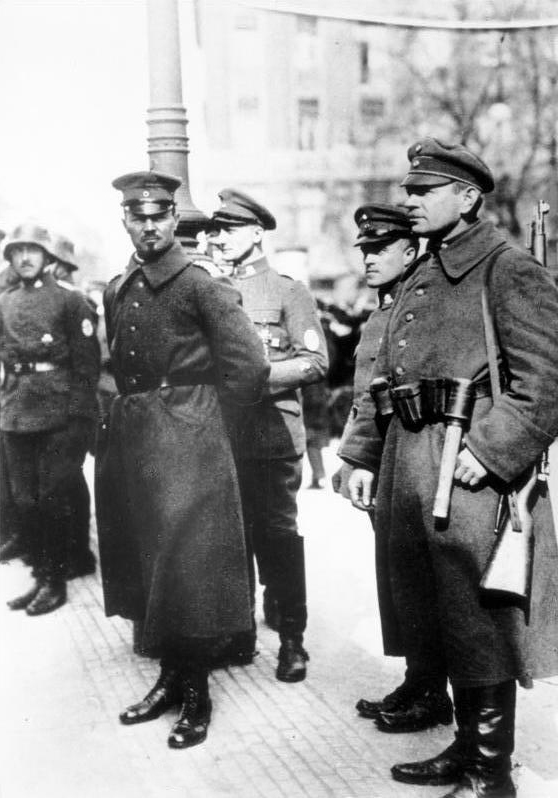
Założyciel Organizacji Consul Hermann Ehrhardt, w czasie puczu Kappa-Lüttwitza (1920)

Organizacja Consul (niem. Organisation Consul, O.C.) – niemiecka organizacja tajna o profilu skrajnie prawicowym, działająca w latach 1921–1922.

## Historia
Organizację powołali do życia w 1921 roku kapitan Hermann Ehrhardt i Manfred von Killinger. Jej kadrę tworzyli byli żołnierze Marine-Brigade Ehrhardt, oddziału Freikorpsu, rozwiązanego przez władze Republiki Weimarskiej, po stłumieniu puczu Kappa-Lüttwitza. Początkowo organizacja nosiła nazwę Stowarzyszenia Byłych Oficerów Ehrhardta, by z czasem zmienić ją na Organizację Consul. Wykorzystując kontakty sięgające służby w oddziałach Freikorpsu, organizacja przyjmowała nowych członków, tworząc sieć współpracowników na całym obszarze Niemiec, w tym także na Górnym Śląsku.
Celem działalności organizacji była destabilizacja systemu demokratycznego Republiki Weimarskiej, tak aby możliwa stała się rewizja postanowień traktatu wersalskiego. Organizacja przyjęła strukturę hierarchiczną, na czele której stał Consul (tego pseudonimu używał Hermann Ehrhardt), mający do pomocy sztab, adiutanta i zastępcę, którym był porucznik Alfred Hoffmann. Członkowie organizacji składali przysięgę i byli zobowiązani do doskonalenia umiejętności strzeleckich i troski o sprawność fizyczną – ćwiczyli gimnastykę, ale także sztuki walki. Zdrada tajemnic organizacji była karana śmiercią.
Najbardziej spektakularną formą działań Organizacji Consul były zamachy na osoby, których działalność uznawano za szkodliwą z punktu widzenia interesów Niemiec. W ramach organizacji działał tajny samozwańczy „sąd” o nazwie Feme (nawiązujący do średniowiecznych sądów kapturowych, zwanych Femgericht), który wydawał „wyroki śmierci”, wykonywane następnie przez grupy egzekutorów. Prawdopodobnie pierwszą ofiarą organizacji był bawarski deputowany Karl Gareis, zamordowany 5 czerwca 1921 roku. W sierpniu 1921 roku dwaj członkowie organizacji zamordowali byłego ministra finansów Matthiasa Erzbergera, który przewodniczył delegacji niemieckiej, podpisującej rozejm z państwami Ententy. Śledztwo w sprawie zabójstwa ujawniło, że dokonali go dwaj członkowie Organizacji Consul, których jednak nie udało się ująć. Zatrzymano 34 osoby podejrzewane o związki z organizacją, ale zostały one wkrótce uwolnione, z braku dowodów.
W czerwcu 1922 roku ofiarą Organizacji Consul padł minister spraw zagranicznych Walther Rathenau. Związane z organizacją pismo Wiking uznawało wybór osoby pochodzenia żydowskiego na szefa niemieckiej dyplomacji za „sytuację groteskową i niezgodną z interesami narodu niemieckiego”.
Większość spośród 354 zamachów o podłożu politycznym, do których doszło w Niemczech w latach 1918–1922 przypisywano członkom Organizacji Consul. Po zamordowaniu Rathenaua, organizacja przyjęła nową nazwę – Bund Wiking.
Oficerowie założonego 3 sierpnia 1921 roku przez Ernsta Röhma Sturmabteilung (SA), wywodzili się głównie z Organizacji Consul.